# Urocystis beijingensis
Urocystis beijingensis är en svampart som beskrevs av L. Guo 2001. Urocystis beijingensis ingår i släktet Urocystis och familjen Urocystidaceae.   Inga underarter finns listade i Catalogue of Life.